# Jean-Pierre Lévy
Jean-Pierre Lévy (* 28. Mai 1911 in Straßburg; † 15. Dezember 1996 in Paris) war ein Mitglied der Résistance, der die Résistance-Gruppe Franc-Tireur anführte.
Lévy wurde in einer jüdischen Händlerfamilie geboren und arbeitete nach dem Besuch einer Handelsschule als Agent einer Juteweberei. 1930 leistete er seinen Militärdienst, bevor er 1939 erneut als Leutnant der Reserve in die französische Armee eingezogen wurde.
Nach dem Waffenstillstand von Compiègne, der nach dem Sieg der deutschen Wehrmacht über Frankreich im August 1940 folgte, wurde Lévy demobilisiert, vermied jedoch erfolgreich die Kriegsgefangenschaft und verschwand nach Lyon, wo er sich der Résistance-Gruppe France-Liberté unter dem Kampfnamen Gilles anschloss. Gemeinsam mit Antoine Avinin begann er im Januar 1941 mit der Herausgabe einer Untergrundzeitung unter dem Titel Franc-Tireur, die regelmäßig monatlich erschien, anfangs eine Auflage von 5.000 Exemplaren und im August 1944 von 150.000 Exemplaren erreichte. Zusammen mit Avinin und anderen gründete er die Résistance-Gruppe Franc-Tireur (dt. Freischärler). 
Die Polizei des kollaborierenden Vichy-Regimes wurde am 15. Oktober 1941 wegen der Sorglosigkeit eines seiner Mitarbeiter in Clermont-Ferrand auf Lévy aufmerksam, verhaftete und verhörte ihn  folgenlos. Ein Jahr später wurde er in Lyon erneut verhaftet und nur weil einer seiner Mitbeschuldigten alle Schuld auf sich nahm, kam Lévy noch einmal frei. Am 24. Dezember 1942 wurde er auf offener Straße in Lyon erneut verhaftet und infolge eines Fehlers noch einmal freigelassen. Da er jedoch per Haftbefehl gesucht wurde, ging er sofort in den Untergrund.
Im Februar 1942 begann Lévy Gespräche mit Jean Moulin über die mögliche Vereinigung aller in Frankreich aktiven Résistance-Gruppen, die zunächst in der Fusion der Francs-Tireur, dem Combat und der Libération zur Mouvements unis de la Résistance (MUR) mündete. 
Nach langen Diskussionen erreichte Jean Moulin, dass die acht wichtigsten Résistance-Gruppen, also 
- Jean-Pierre Lévys Franc-Tireur,
- Henri Frenays Combat,
- Emmanuel d’Astier de la Vigeries Libération,
- Pierre Villons Front National,
- Pierre Brossolettes Comité d’action socialiste und
- Charles Delestraints Armée secrète

den Conseil National de la Résistance (CNR), den Nationalen Widerstandrat bildeten. 
Im Juli 1943 besuchte er Charles de Gaulle in London. Wegen eines Unfalls bei Fallschirmtrainingssprüngen in Wilmslow kehrte er erst im September nach Frankreich zurück. Kurz nach seiner Rückkehr wurde er am 16. Oktober in Paris erneut festgenommen und acht Monate in der Santé inhaftiert. Eine Gruppe des MUR unter Leitung von Charles Gonard befreite den Gefangenen Lenoir am 12. Juni 1944 bei einem Gefangenentransport nach Fresnes. 
Nach dem Krieg lehnte er es ab, in die Politik einzutreten. 1944 bis 1946 wurde er provisorischer Kommissar der Berufsvereinigung der Lederindustrie, 1947 bis 1949 Direktor der Textilindustrie und 1949 bis 1970 Direktor verschiedener Industriezweige, darunter 1965 bis 1971 Leiter der Automobilfabrik Renault. Wie schon während der Besatzungszeit widmete sich Lévy darüber hinaus auch nach dem Krieg einer Vielzahl sozialer Aufgaben, darunter bis 1967 der Sorge um Waisenkinder aus Résistance-Familien.